# Sender dels Apalatxes

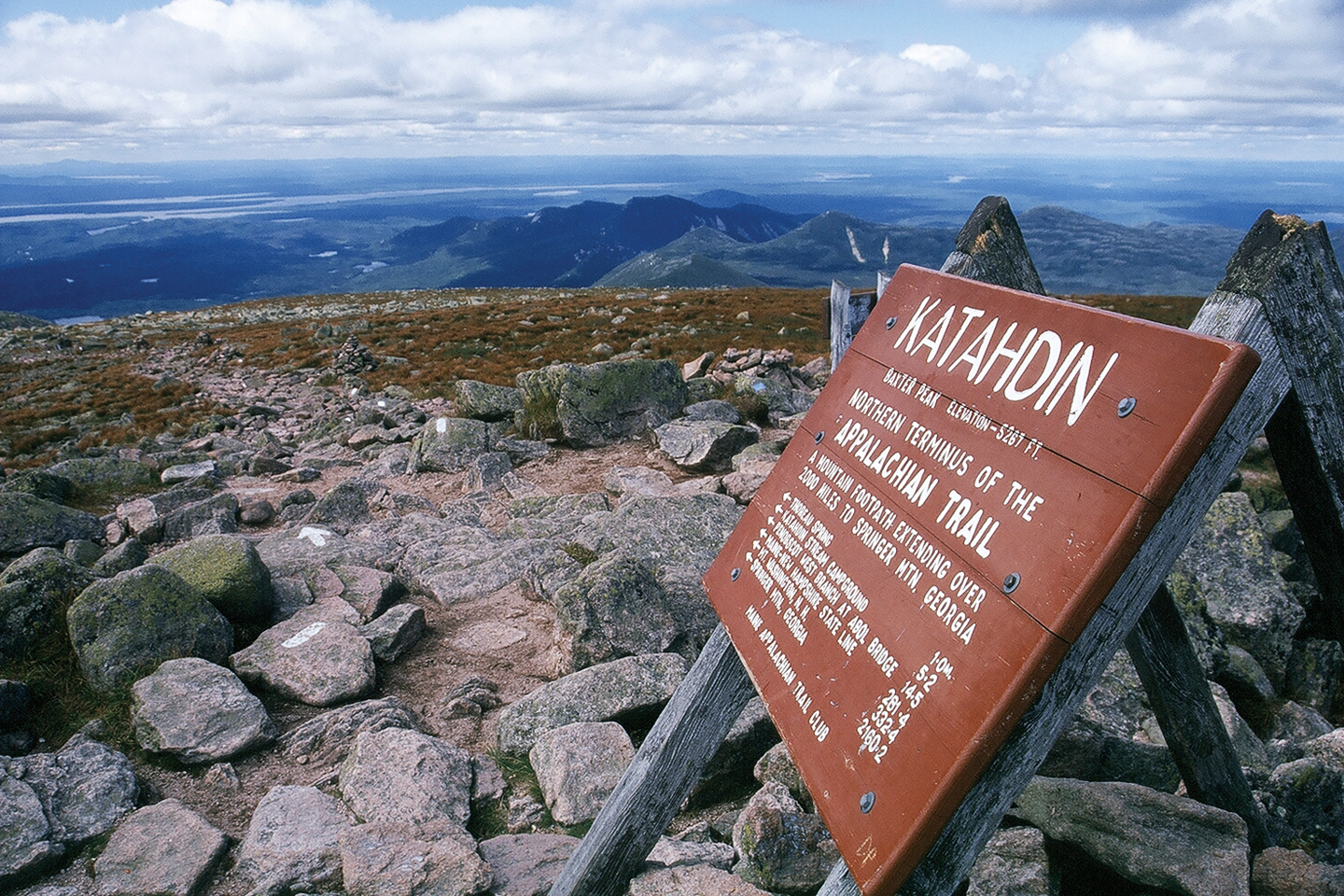
Terminal Nord del Sender dels Apalatxes al Mont Katahdin (Maine)

El Sender Paisatgístic Nacional dels Apalatxes (Appalachian National Scenic Trail) és una ruta de senderisme a l'est dels Estats Units, generalment coneguda com el Sender dels Apalatxes (Appalachian Trail) o simplement The AT. L'enginyer forestal Benton MacKaye va concebre el pla per al camí a les Muntanyes Apalatxes el 1921. La construcció va començar el 23 d'octubre de 1923. S'estén des de la Muntanya Springer, a Geòrgia, fins al Mont Katahdin, a Maine. Té uns 3.515 quilòmetres de llarg. Una extensió no oficial de la ruta, coneguda com el Sender Internacional dels Apalatxes (International Appalachian Trail o Sentier International des Appalaches), continua al nord fins al Canadà, al final de la serralada on entra a l'oceà Atlàntic.
El camí passa pels estats de Geòrgia, Carolina del Nord, Tennessee, Virgínia, Virgínia de l'Oest, Maryland, Pennsilvània, Nova Jersey, Nova York, Connecticut, Massachusetts, Vermont, Nou Hampshire i Maine. Trenta clubs del senderisme i altres associacions treballen per mantenir la ruta. El National Park Service (Servei de Parcs Nacionals) i l'Appalachian Trail Conservancy (Conservació del Sender dels Apalatxes), una entitat sense ànim de lucre, administren el sender com una unitat oficial del sistema de parcs nacionals. La major part del recorregut es troba a les zones salvatges, encara que algunes parts travessen ciutats, carreteres i rius.
El Sender dels Apalatxes és ben conegut per gran nombre d'excursionistes. Molts d'ells, que s'anomenen "thru-hikers" (excursionistes passants), tracten de caminar tota la ruta en una sola temporada. Hi ha molts llibres, guies, mapes, pàgines web i organitzacions d'aficionats que es dediquen a la causa del sender. El Sender dels Apalatxes, el Sender de la Divisòria Continental (Continental Divide Trail) i el Sender de la Cresta del Pacífic (Pacific Crest Trail) constitueixen conjuntament l'anomenada "Triple Corona" del senderisme de llarga distància als Estats Units.